# Björn Phau
Björn Phau (ur. 4 października 1979 w Darmstadt) – niemiecki tenisista.

## Kariera tenisowa
Jako zawodowy tenisista Phau występował w 1999−2014.
W swoim dorobku ma siedem zwycięstw w turniejach kategorii ATP Challenger Tour w grze pojedynczej. W deblu najlepszym wynikiem Niemca jest awans do finału turnieju rangi ATP World Tour w Monachium, na początku maja 2006 roku. Wspólnie z Alexanderem Peyą przegrali finałowy pojedynek z parą Andrei Pavel−Alexander Waske.
W klasyfikacji singlistów najwyżej sklasyfikowany Phau był na 59. miejscu w czerwcu 2006 roku, z kolei w zestawieniu deblistów w kwietniu 2007 roku zajmował 55. pozycję.

### Zwycięstwa w turniejach ATP Challenger Tour w grze pojedynczej
| Końcowy wynik | Nr | Data | Turniej     | Nawierzchnia  | Przeciwnik           | Wynik finału     |
| ------------- | -- | ---- | ----------- | ------------- | -------------------- | ---------------- |
| Zwycięzca     | 1. | 2001 | Bronx       | Twarda        | Andy Ram             | 6:2, 6:4         |
| Zwycięzca     | 2. | 2005 | Pusan       | Twarda        | Simon Greul          | 6:1, 6:2         |
| Zwycięzca     | 3. | 2010 | Biella      | Ceglana       | Simone Bolelli       | 6:4, 6:2         |
| Zwycięzca     | 4. | 2010 | Alessandria | Ceglana       | Carlos Berlocq       | 7:6(6), 2:6, 6:2 |
| Zwycięzca     | 5. | 2011 | Marburg     | Ceglana       | Jan Hájek            | 6:4, 2:6, 6:3    |
| Zwycięzca     | 6. | 2012 | Heilbronn   | Twarda (hala) | Ruben Bemelmans      | 6:7(4), 6:3, 6:4 |
| Zwycięzca     | 7. | 2012 | Bergamo     | Twarda (hala) | Aleksandr Kudriawcew | 6:4, 6:4         |

### Finały w turniejach ATP World Tour
| Legenda                                      |
| -------------------------------------------- |
| Wielki Szlem                                 |
| Igrzyska olimpijskie                         |
| Tennis Masters Cup / ATP Finals              |
| ATP Masters Series / ATP Tour Masters 1000   |
| ATP International Series Gold / ATP Tour 500 |
| ATP International Series / ATP Tour 250      |

#### Gra podwójna (0–1)
| Końcowy wynik | Nr | Data        | Turniej   | Nawierzchnia | Partner        | Przeciwnicy                  | Wynik finału |
| ------------- | -- | ----------- | --------- | ------------ | -------------- | ---------------------------- | ------------ |
| Finalista     | 1. | 7 maja 2006 | Monachium | Ceglana      | Alexander Peya | Andrei Pavel Alexander Waske | 4:6, 2:6     |